# Cumella pectinifera
Cumella pectinifera är en kräftdjursart som beskrevs av Gamo 1987. Cumella pectinifera ingår i släktet Cumella och familjen Nannastacidae. Inga underarter finns listade i Catalogue of Life.